# Le Vicel
Le Vicel és un municipi francès situat al departament de la Manche i a la regió de Normandia. L'any 2007 tenia 141 habitants.

## Demografia

### Població
El 2007 la població de fet de Le Vicel era de 141 persones. Hi havia 60 famílies de les quals 16 eren unipersonals (16 homes vivint sols), 28 parelles sense fills i 16 parelles amb fills.
La població ha evolucionat segons el següent gràfic:
Habitants censats

### Habitatges
El 2007 hi havia 86 habitatges, 60 eren l'habitatge principal de la família, 25 eren segones residències i 1 estava desocupat. Tots els 84 habitatges eren cases. Dels 60 habitatges principals, 44 estaven ocupats pels seus propietaris i 16 estaven llogats i ocupats pels llogaters; 4 tenien dues cambres, 8 en tenien tres, 23 en tenien quatre i 25 en tenien cinc o més. 52 habitatges disposaven pel capbaix d'una plaça de pàrquing. A 31 habitatges hi havia un automòbil i a 25 n'hi havia dos o més.

### Piràmide de població
La piràmide de població per edats i sexe el 2009 era:
| Homes | Edats   | Dones |
| ----- | ------- | ----- |
| 0     | 95 o +  | 0     |
| 0     | 90 a 94 | 0     |
| 0     | 85 a 89 | 0     |
| 4     | 80 a 84 | 4     |
| 0     | 75 a 79 | 0     |
| 4     | 70 a 74 | 0     |
| 0     | 65 a 69 | 12    |
| 12    | 60 a 64 | 8     |
| 8     | 55 a 59 | 4     |
| 0     | 50 a 54 | 4     |
| 8     | 45 a 49 | 0     |
| 0     | 40 a 44 | 8     |
| 0     | 35 a 39 | 0     |
| 8     | 30 a 34 | 8     |
| 0     | 25 a 29 | 0     |
| 4     | 20 a 24 | 0     |
| 0     | 15 a 19 | 8     |
| 8     | 10 a 14 | 0     |
| 0     | 5 a 9   | 8     |
| 12    | 0 a 4   | 0     |

## Economia
El 2007 la població en edat de treballar era de 78 persones, 49 eren actives i 29 eren inactives. De les 49 persones actives 39 estaven ocupades (26 homes i 13 dones) i 10 estaven aturades (5 homes i 5 dones). De les 29 persones inactives 13 estaven jubilades, 6 estaven estudiant i 10 estaven classificades com a «altres inactius».

### Ingressos
El 2009 a Le Vicel hi havia 58 unitats fiscals que integraven 139 persones, la mediana anual d'ingressos fiscals per persona era de 13.827 €.

### Activitats econòmiques
Dels 2 establiments que hi havia el 2007, 1 era d'una empresa alimentària i 1 d'una empresa de comerç i reparació d'automòbils.
L'any 2000 a Le Vicel hi havia 10 explotacions agrícoles que ocupaven un total de 372 hectàrees.

## Poblacions més properes
El següent diagrama mostra les poblacions més properes.